# Shiremanstown
Shiremanstown és una població dels Estats Units a l'estat de Pennsilvània. Segons el cens del 2000 tenia 1.521 habitants.

## Demografia
Segons el cens del 2000, Shiremanstown tenia 1.521 habitants, 719 habitatges, i 407 famílies. La densitat de població era de 1.957,5 habitants/km².
Dels 719 habitatges en un 22,5% hi vivien nens de menys de 18 anys, en un 46,2% hi vivien parelles casades, en un 8,8% dones solteres, i en un 43,3% no eren unitats familiars. En el 38% dels habitatges hi vivien persones soles l'11,7% de les quals corresponia a persones de 65 anys o més que vivien soles. El nombre mitjà de persones vivint en cada habitatge era de 2,12 i el nombre mitjà de persones que vivien en cada família era de 2,83.
Per edats la població es repartia de la següent manera: un 20,2% tenia menys de 18 anys, un 7% entre 18 i 24, un 29,9% entre 25 i 44, un 23,6% de 45 a 60 i un 19,3% 65 anys o més.
L'edat mediana era de 40 anys. Per cada 100 dones de 18 o més anys hi havia 84,5 homes.
La renda mediana per habitatge era de 43.971$ i la renda mediana per família de 55.268$. Els homes tenien una renda mediana de 37.500$ mentre que les dones 30.326$. La renda per capita de la població era de 21.812$. Entorn de l'1,8% de les famílies i el 5% de la població estaven per davall del llindar de pobresa.

## Poblacions més properes
El següent diagrama mostra les poblacions més properes.